# Ochthebius izmiranus
Ochthebius izmiranus är en skalbaggsart som först beskrevs av Ienistea 1988.  Ochthebius izmiranus ingår i släktet Ochthebius och familjen vattenbrynsbaggar. Inga underarter finns listade i Catalogue of Life.